# 蔣斌 (三國)
蒋斌（？—264年），三国蜀汉名臣蒋琬长子，蒋琬卒后嗣爵，为绥武将军、汉城护军。
曹魏大将军锺会伐蜀至汉城，分护军荀恺围攻蒋斌所守的汉城。钟会写信给蒋斌道曰：“巴蜀贤智文武之士多矣。至於足下、诸葛思远，譬诸草木，吾气类也。桑梓之敬，古今所敦。西到，欲奉瞻尊大君公侯墓，当洒扫坟茔，奉祠致敬。原告其所在！”蒋斌回信道：“知惟臭味意眷之隆，雅讬通流，未拒来谓也。亡考昔遭疾疢，亡於涪县，卜云其吉，遂安厝之。知君西迈，乃欲屈驾脩敬坟墓。视予犹父，颜子之仁也，闻命感怆，以增情思。”钟会得到蒋斌的回信后，嘉叹意义。钟会进兵至涪城，“如其书云”。
263年蜀后主投降魏将邓艾，蒋斌到涪城投降钟会。钟会“待以交友之礼”。后来蒋斌随钟会到成都，适逢钟会谋反，在乱军中被杀害。

## 資料來源
- 《三国志·蜀书·蒋琬费祎姜维传》